# Ulrik Lönblad
Johan Ulrik Lönblad, född 1826 i Kristianstad, död 15 januari 1890 i Hässleholm, var en svensk tecknare och teckningslärare.
Han var gift med Hilda Julia Osberg och far till Emilia Lönblad. Han studerade vid Det Kongelige Danske Kunstakademi och privata konststudier för Gustaf Brusewitz i Göteborg samt för Gottlieb Biermann och Gropius i Berlin. Han tilldelades stipendieresor till Paris och London. Efter sina studier arbetade han från 1867 som teckningslärare vid Kristianstads högre elementarläroverk. Bland hans offentliga arbeten märks ett antal altartavlor för kyrkor i södra Sverige bland annat Kristus välsignar barnen i Mörrums kyrka.